# Nana Džordžadze
Nana Givievna Džordžadze (in russo Нана Гивиевна Джорджадзе?; in georgiano ნანა ჯორჯაძე?; Tbilisi, 24 agosto 1948) è una regista, attrice e sceneggiatrice georgiana, fino al 1991 sovietica.

## Biografia
Nana Džordžadze è nata a Tbilisi, nell'allora repubblica sovietica di Georgia.
Ha conseguito il diploma in una scuola musicale locale nel 1966 e si è laureata presso il dipartimento di architettura all'Università statale di Tbilisi, Accademia delle Belle Arti (1972).
Dopo aver lavorato come architetto tra il 1968 e il 1974 si è iscritta all'Istituto Teatrale Statale di Tbilisi, completando i corsi nel 1980.
Ha esordito come attrice nel film Neskol'ko interv'ju po ličnym volrosam (lett. Un po' d'interviste su affari privati, 1978); come regista la sua prima opera maggiore è stata Putešestvie v Sopot (lett. Viaggio a Sopot, 1979), un cortometraggio di 28 minuti presentato al festival internazionale del cortometraggio di Oberhausen nel 1987.
Nel 1987 il suo film Robinzonada, ili Moj anglijskij deduška (lett. Robinzonada, o il mio nonno inglese) si è imposto al Festival di Cannes, in cui ha vinto la Caméra d'Or e il premio Un certain régard, riscuotendo consenso sia di critica sia di pubblico.
Con gli anni novanta si è trasferita in Francia dove continua tuttora l'attività cinematografica; del 1996 è uno dei suoi lavori più importanti, A Chef in Love (Les Mille et Une Recettes du cuisinier amoureux), prima e a tutt'oggi unica opera georgiana a essere nominata (1997) per l'Oscar al miglior film in lingua non inglese.
Ha consolidato in la sua fama internazionale con 27 baci perduti (27 dakarguli kotsna, 2000), vincitore di due riconoscimenti al festival cinematografico di Avignone (i premi "Tournage" e "Vision") e la nomination per la miglior sceneggiatura all'European Film Awards 2000.
È sposata con lo scrittore e collega regista georgiano Irakli Kvirikadze.

## Filmografia parziale
- Putešestvie v Sopot (lett. Viaggio a Sopot), 1979
- Pomogi mne podijat'sja na El'brus (lett. Aiutami a scalare l'Elbrus), 1982
- Erosi, 1984
- Robinzonada, ili Moj anglijskij deduška (lett. Robinzonada, o il mio nonno inglese), 1987
- About Georgia, 1993
- Château de la Napoule, 1993
- A Chief in Love (Les Mille et Une Recettes du cuisinier amoureux), 1996
- 27 baci perduti (27 dakarguli kotsna / 27 Missing Kisses), 2000
- Postalioni, 2003
- Meteoidioti (lett. Il fabbricante di arcobaleni), 2008